# Rhodocolea
Rhodocolea es un género con siete especies de árboles pertenecientes a la familia Bignoniaceae. Es un género endémico de Madagascar.

## Taxonomía
El género fue descrito por Henri Ernest Baillon  y publicado en Bulletin Mensuel de la Société Linnéenne de Paris 1: 693. 1887. La especie tipo es: Rhodocolea nobilis

## Especies
| - Rhodocolea boivini - Rhodocolea involucrata - Rhodocolea linearis - Rhodocolea nobilis - Rhodocolea perrieri - Rhodocolea racemosa - Rhodocolea telfairiae |